# Балта
Ба́лта (укр. Ба́лта) — город в Одесской области Украины. Входит в Подольский район; центр Балтской городской общины, а также Балтской епархии. До 2020 года был административным центром упразднённого Балтского района, не входя в его состав как город областного значения.

## География
Балта располагается на севере Одесской области, в 218 км к северо-западу от Одессы, на реке Кодыма. Преобладающий ландшафт — лесостепь, типичная для регионов Северного Причерноморья. Климат — умеренно континентальный с довольно мягкой, малоснежной зимой.

## Население

### Языковой состав
Родной язык населения по данным переписи 2001 года:
| Язык       | Численность, чел. | Доля     |
| ---------- | ----------------- | -------- |
| Украинский | 16 020            | 81,02 %  |
| Русский    | 3 442             | 17,41 %  |
| Другое     | 310               | 1,57 %   |
| Итого      | 19 772            | 100,00 % |

В настоящее время официальным и основным языком города является украинский.

## История
Значительную роль в Речи Посполитой в XVII—XVIII веках играли князья Любомирские. Один из них, Юрий Любомирский, имея в своих владениях пограничье между Польшей и Турцией по рекам Кодыма и Ягорлык, для укрепления и защиты всех своих владений выбрал место вблизи селения Палиево Озеро. На левом возвышенном берегу пограничной реки Кодымы в 1730 г. была построена греко-католическая церквушка в честь св. Архистратига Михаила и замок, названный в честь сына князя Юрия Любомирского, Юзефа, — Юзефградом. В 1776 году город-крепость Юзефград получил Магдебургское право — особые правовые нормы городского самоуправления.
В 1722 году на правый (турецкий) берег реки Кодымы из Кубани переместилась Ногайская Орда Эдиссанская (семьдесят тысяч луков; йети, джети — «семь», сан — «десять тысяч», то есть «орда семидесяти тысяч»; иногда эта орда именовалась также Очаковской), которая была в подчинении Крымского ханства, и часть её обосновалась в небольшом укреплённом селении Балта.
Ба́лта впервые получила известность как небольшой форпост у северных границ Османской империи в XV веке (по-тюркски «балта́» — «секира»), хотя собственно турецкого населения в городке практически не было.

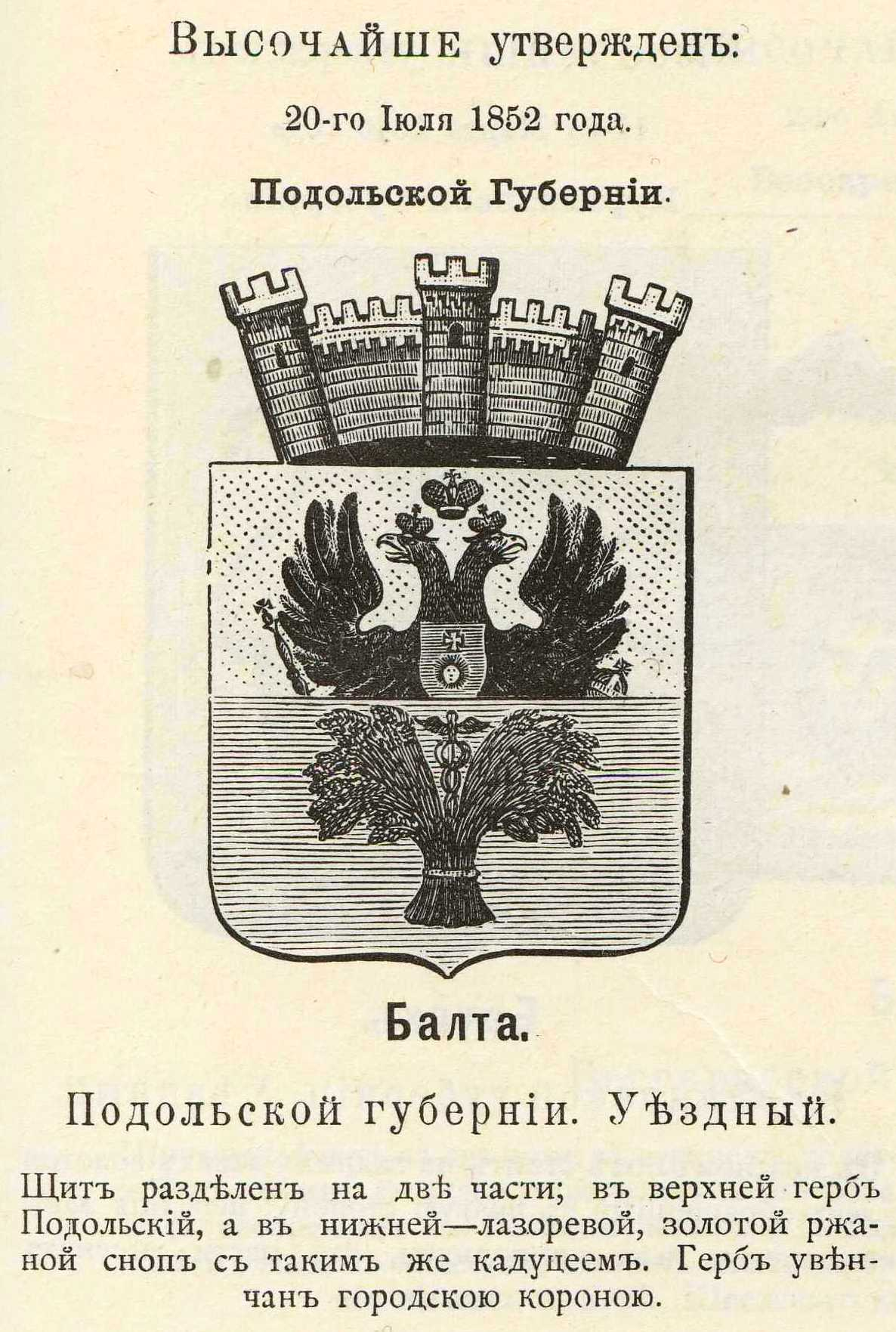
Герб города, утверждённый 20 июля 1852 года.

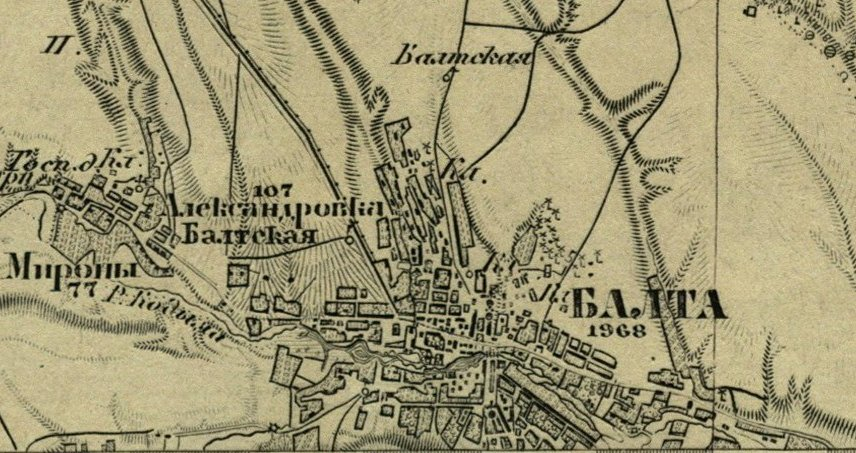
Балта на топографической карте Подольской губернии 1860-х годов.

В 1768 году в городке произошёл еврейский погром; отряд гайдамаков, под начальством Василия Шило, преследуя группу конфедератов, напал на Балту и, перерезав здесь евреев, ушёл. Тогда татары и турки напали на Балту и учинили расправу над православными, а их дома сожгли. Узнав о том, Шило вернулся в Балту, выгнал оттуда мусульман, перешёл Кодыму, напал на татарское поселение и предал его разорению. Это было одной из причин последовавшего затем объявления Турцией войны России. В тот же год городок постигла эпидемия чумы.
После войны между Россией и Турцией по Ясскому мирному договору 1791 года турецкий городок Балта отходит в Екатеринославское наместничество Российской империи, а в 1793 году Юзефград и все владения Любомирских при третьем разделе Польши вошли в состав Российской империи. Юзефград в 1795 году переименовывается в г. Еленск Вознесенского наместничества (в то время как Балта входила в состав соседнего Екатеринославского наместничества). При новом административном делении на губернии в 1797 году была образована Каменец-Подольская губерния. В сентябре 1797 года согласно Указу императора Павла I слобода (городок) Балта присоединён к городку (местечку) Еленску (Юзефграду), съ пєрєименованіємъ онаго Балтою — с присвоением статуса города. Вскоре после этого здесь стали селиться русские-старообрядцы (липоване, некрасовцы и др.), украинцы, евреи, а затем и христианские беженцы из более южных, подконтрольных туркам регионов, в первую очередь молдаване; обособленную группу составляли также армяне.
С конца ΧVIII и до начала ΧΧ века значительную часть населения российского города, расположенного на правом и левом берегу реки и получившего название Балта, составляли евреи (в начале ΧΧ века — 79,3 %).

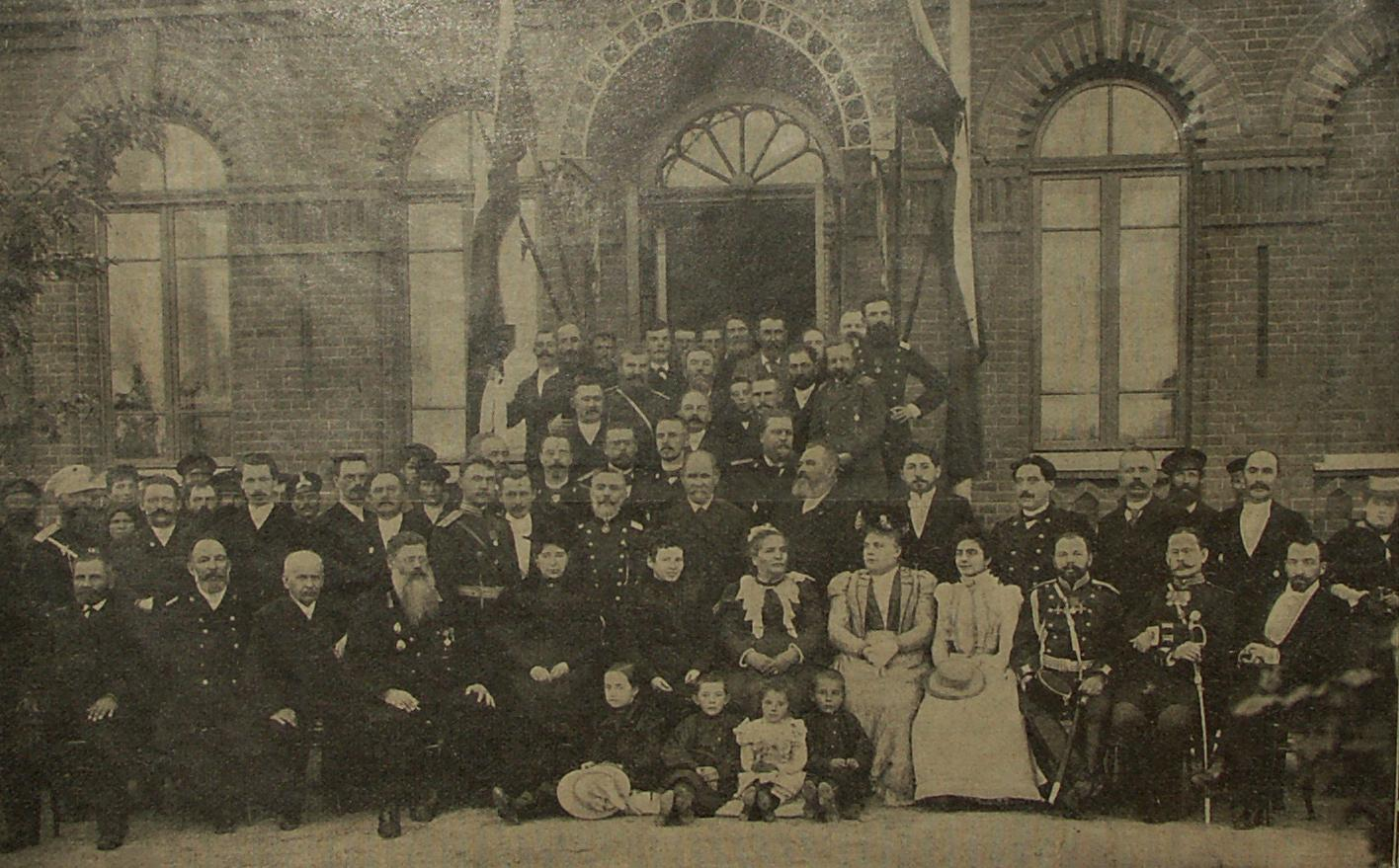
Почётные гости, приглашённые на освящение лечебницы Императорского Человеколюбивого Общества в Балте (14 сентября 1899 г.)
(ныне Детское отделение Балтской ЦРБ)

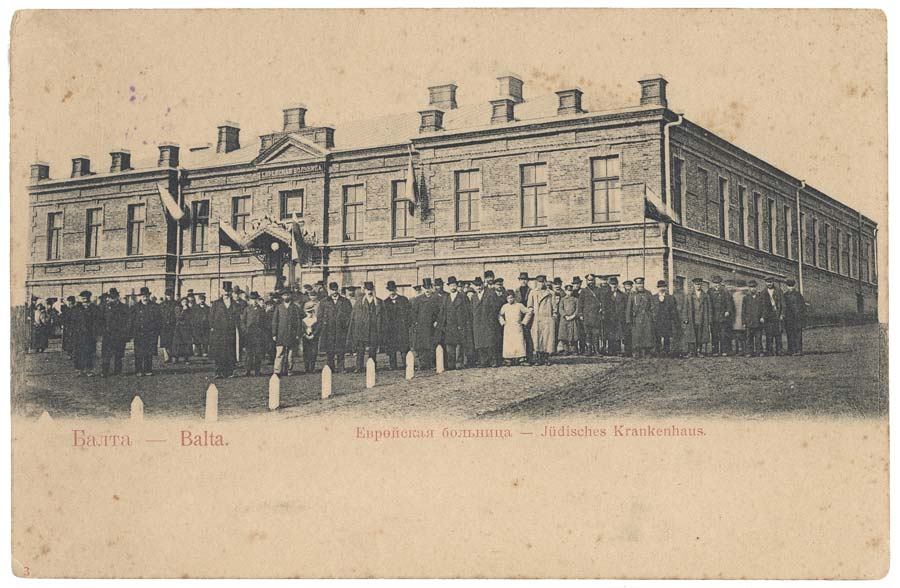
Открытие еврейской больницы в Балте. 1899 г.
(ныне Инфекционное отделение Балтской ЦРБ)

С 1796 года центр Балтского уезда Подольской губернии.
Город стал развиваться как уездный центр Подольской губернии, центр мукомольной промышленности и перегрузки муки на железную дорогу.
В 1882 году в городе был второй еврейский погром, а через год, в 1883 году, произошло наводнение.
В 1897 году в городе проживали 23 363 человека, родным языком указали: идиш — 13 164, русский — 5385, украинский — 4124, польский — 299, татарский — 233.
В 1924—1929 годах, с прицелом на присоединение в будущем к территории Советского союза Молдавии,  Балту сделали столицей Молдавской АССР в составе Украинской ССР. Молдаване в г. Балте и Балтском районе в то время были национальным меньшинством. При этом Бессарабия входила тогда в состав Румынии. В 1940 году, после образования Молдавской ССР, Балта вошла в состав Одесской области УССР.
В годы Второй мировой войны Балта стала центром Балтского жудеца Транснистрии — части оккупированной территории СССР, переданной по немецко-румынскому договору под юрисдикцию Румынии. В августе 1941 года в Балте оккупантами было организовано еврейское гетто. По данным на 1943 год, в нем проживало около 2,5 тыс. евреев. Около тысячи из них были депортированы с территории Бессарабии и Одессы.
29 марта 1944 года, после штурма, город был занят частями 53-й армии 2-го Украинского фронта.
В апреле 1986 года в окрестностях Балты (47°53′20″ с. ш. 29°38′22″ в. д.) упал советский военный самолет МиГ-21.
В 1980 году Балту посетил Анатолий Карпов — открыл шахматно-шашечный клуб и провел сеанс одновременной игры в шахматы с местными шахматистами.
В городе дислоцировались воинские части.

## Достопримечательности
Одним из старейших мест Балты является площадь, расположенная напротив пожарной части. Она была основана в начале XVII века князем Юзефом Любомирским, который на высоком берегу реки Кодымы построил замок. После его смерти князь Станислав Любомирский обустроил эту площадь и построил возле неё костёл (во второй половине XX столетия костёл использовался как склад, спортзал, автобусная станция) и дворец (ныне — фасадный корпус педучилища).
С 1797 года, когда город стал уездным в составе Подольской губернии, рядом появилось ещё три здания: православный собор, городская управа и казначейство. Площадь, на которую выходили улицы Рыбная (нынешняя 30 лет Победы), Лесная (Кирова, ныне Богданюка), Соборная (Уварова) и Александрийский проспект (ул. Шевченко), получила название Соборной (ныне — сквер).
В годы советской власти, когда Балта стала столицей Молдавской АССР, на территории бывшего замка была размещена пожарная часть и в 1925 году построена пожарная каланча, ставшая символом города. В послевоенные годы в сквере установлен памятник на братских могилах партизан и красноармейцев, погибших в годы Великой Отечественной войны, и (в конце 2000-х — начале 2010-х годов) памятник жертвам голода 1933 года. Православный собор и костёл в 1990-е годы переданы верующим, отреставрированы и ныне действующие.
В городе имеется разветвлённая сеть подземных ходов (катакомб) — остатков от древних фортификационных сооружений.

## Промышленность
Основные предприятия: хлебозавод ООО «Агрофирма Хлебная нива», ООО «Балтская швейная фабрика», ГП «Балтское лесное хозяйство».

## Образование
По данным на 2010 год, в Балтском районе действовало 28 дошкольных учебных заведений, 32 общеобразовательных учебных заведения, 3 учебно-воспитательных комплекса (в Балте: лицей, гимназия и коллегиум) и 3 школы-интернат (одна в с. Песчаная и две в Балте). В городе также действует профессионально-техническое аграрное училище, где производится подготовка по специальностям: «швея-мотористка», «газоэлектросварщик», «тракторист». Также в Балте имеется Высшее учебное коммунальное заведение Балтское педагогическое училище, в котором готовят педагогов начальной школы.

## Галерея

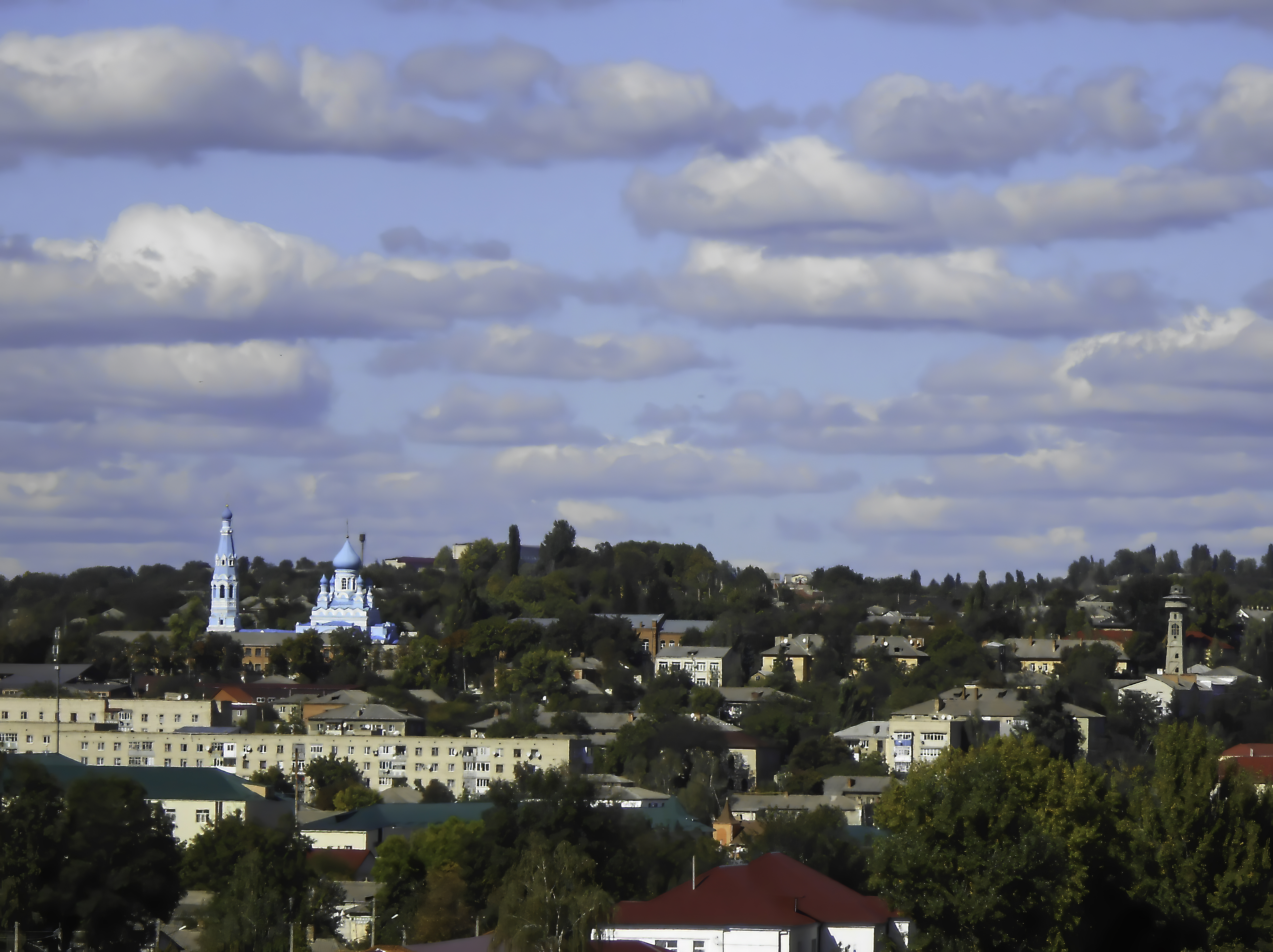
Балта, центр (сентябрь 2018)
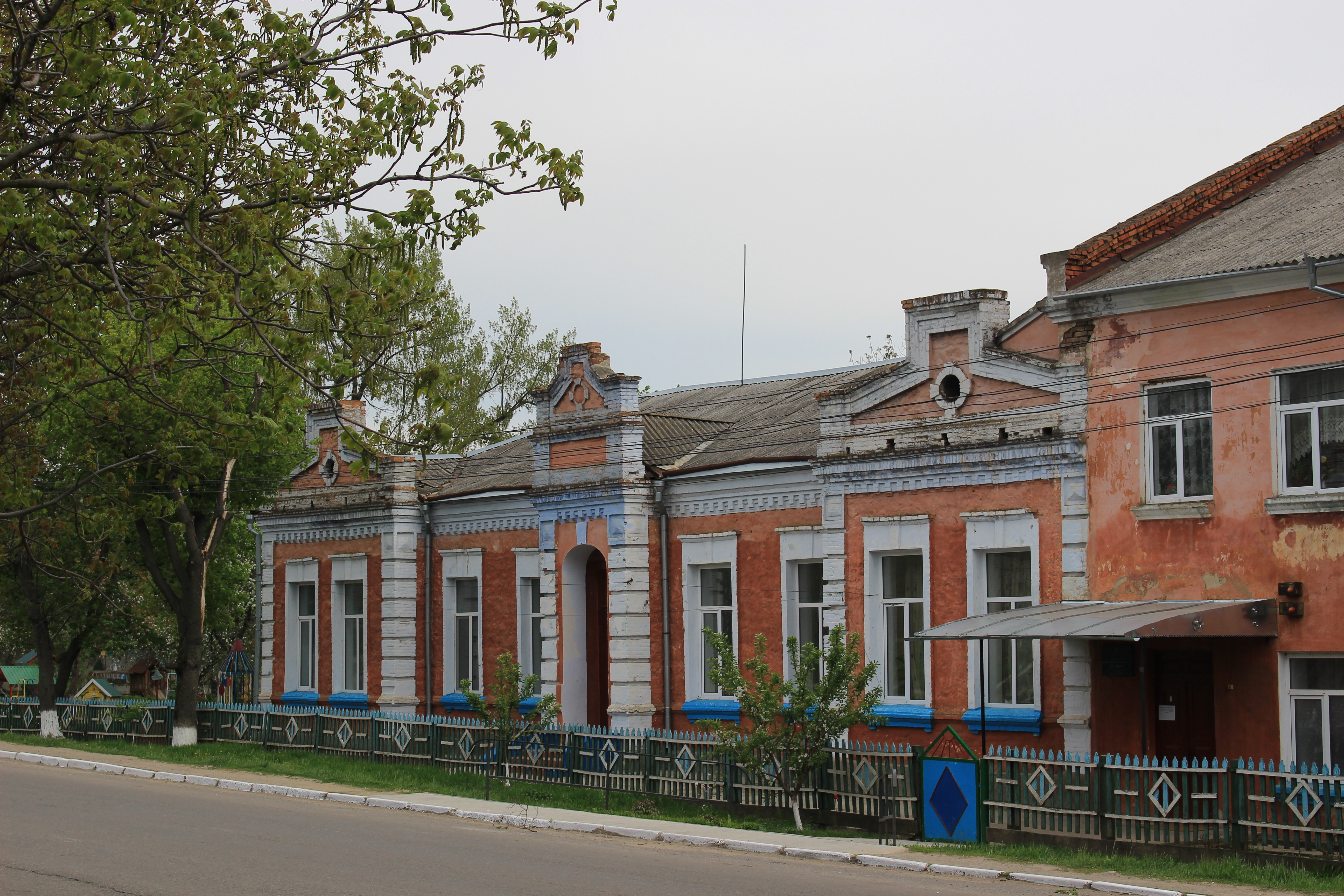
Балта, ул. Любомирская, 75 (сентябрь 2017)
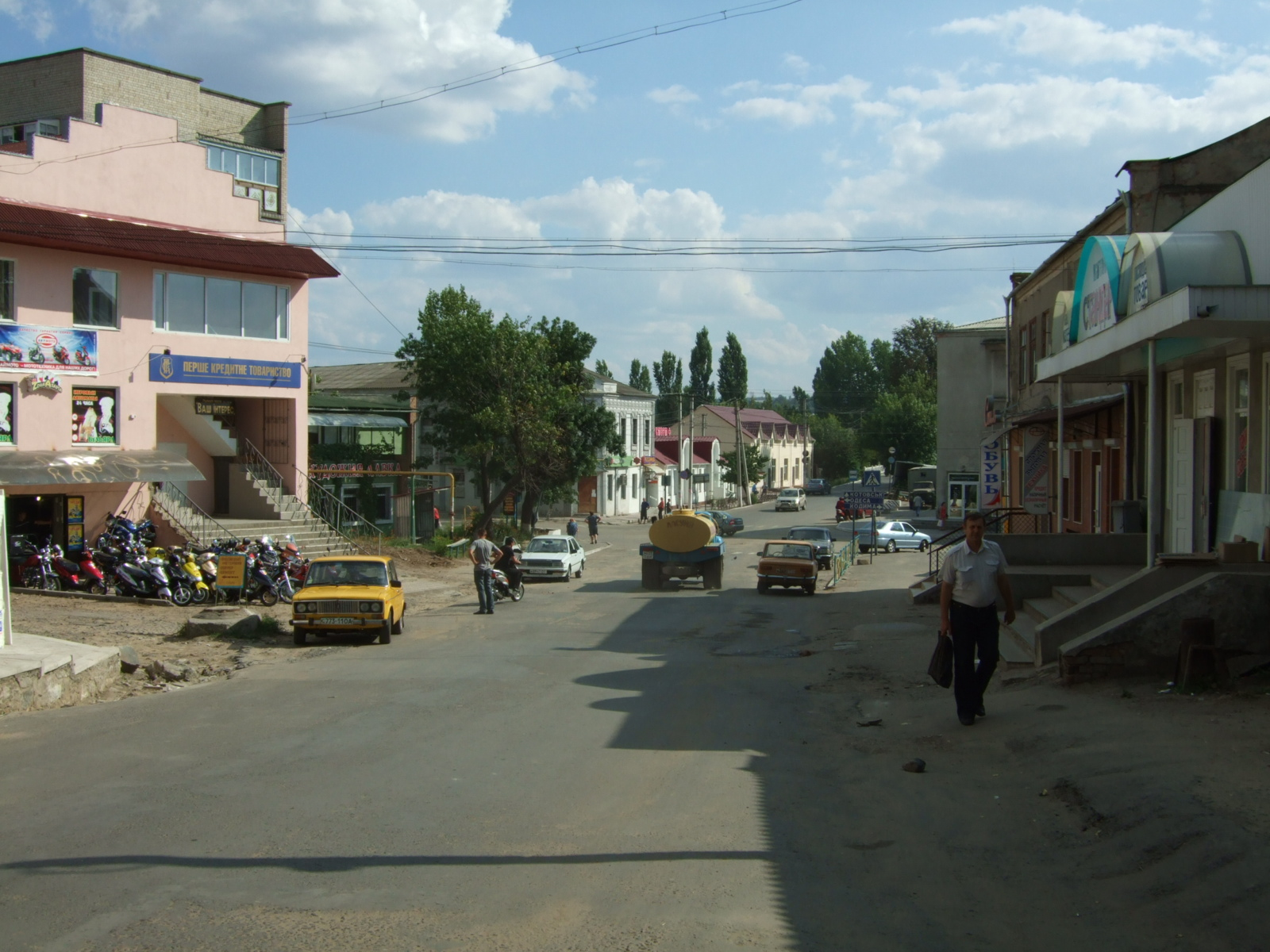
Балта, ул. 30 лет Победы (август 2008)
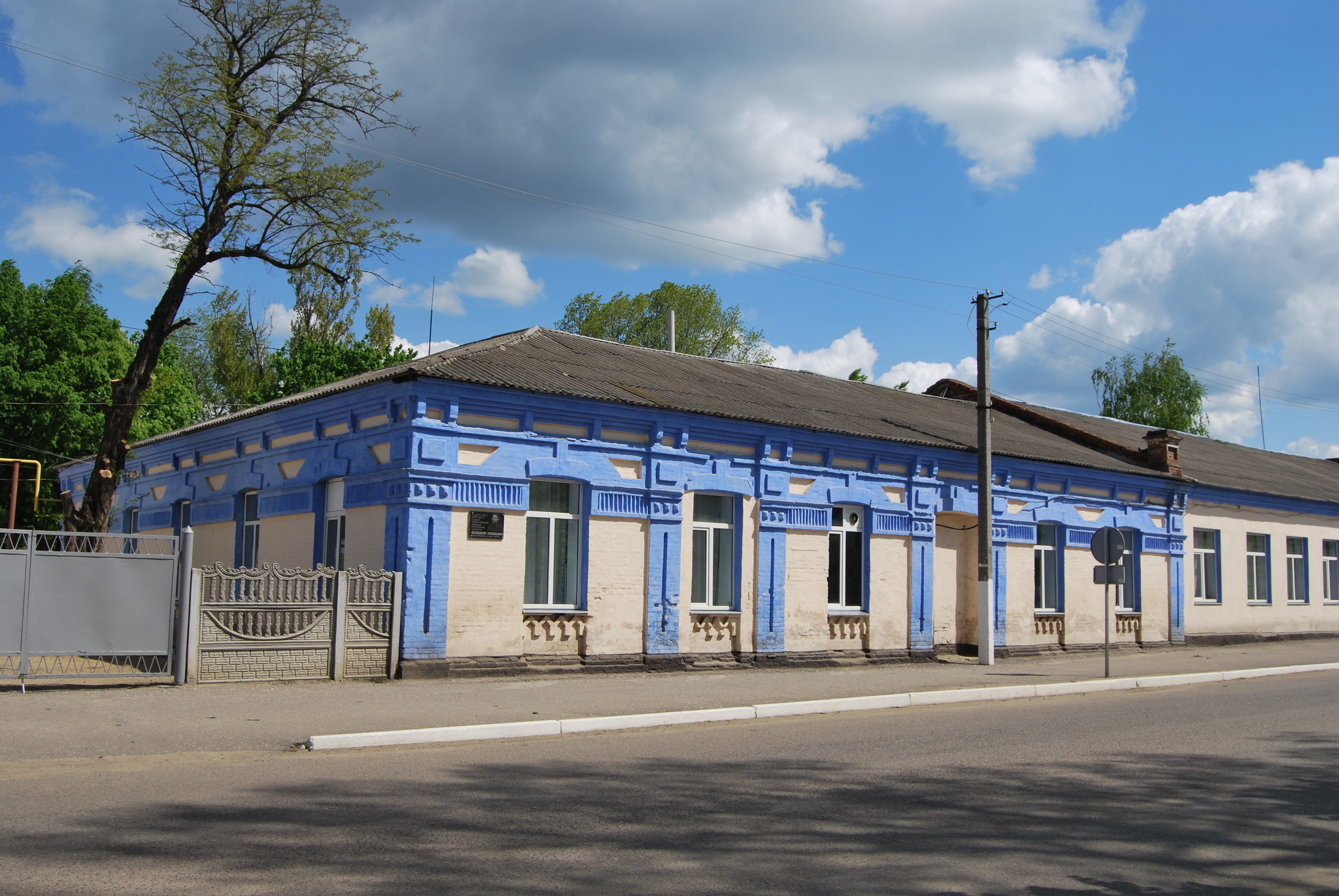
Балта, ул. Уварова, 85, школа-интернат № 2 (июнь 2015)
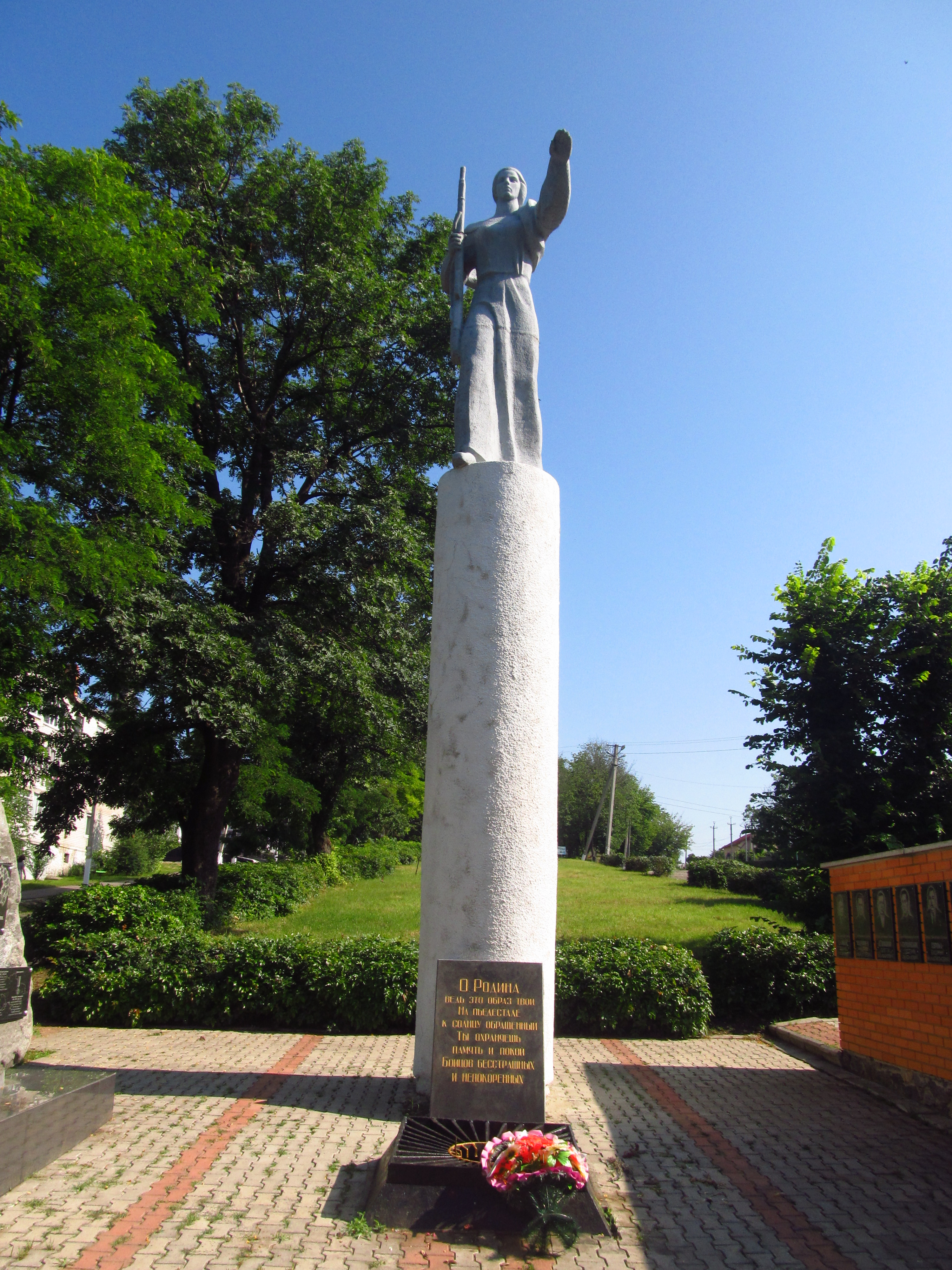
Мемориал Славы (июнь 2016)
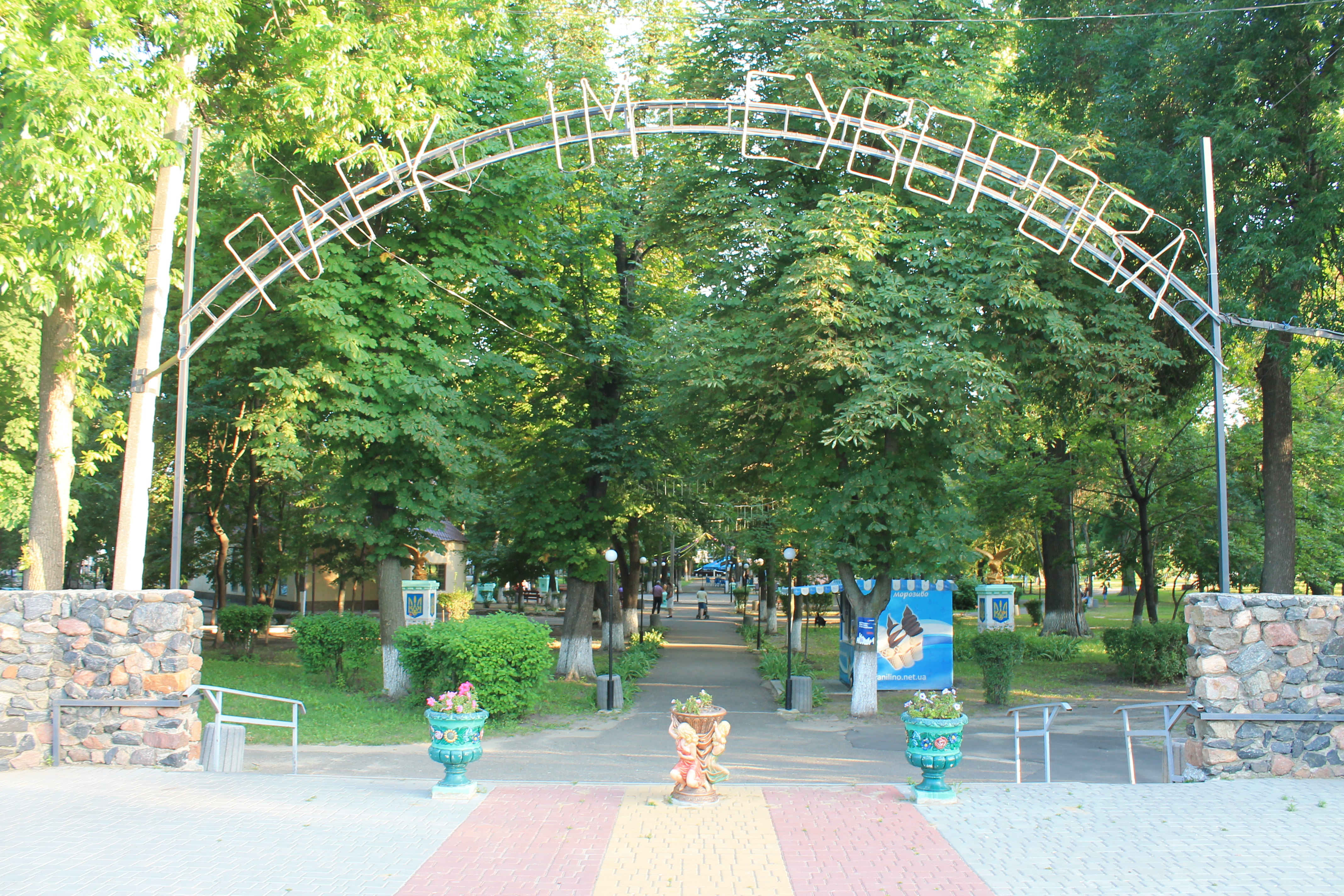
Городской парк (июнь 2019)
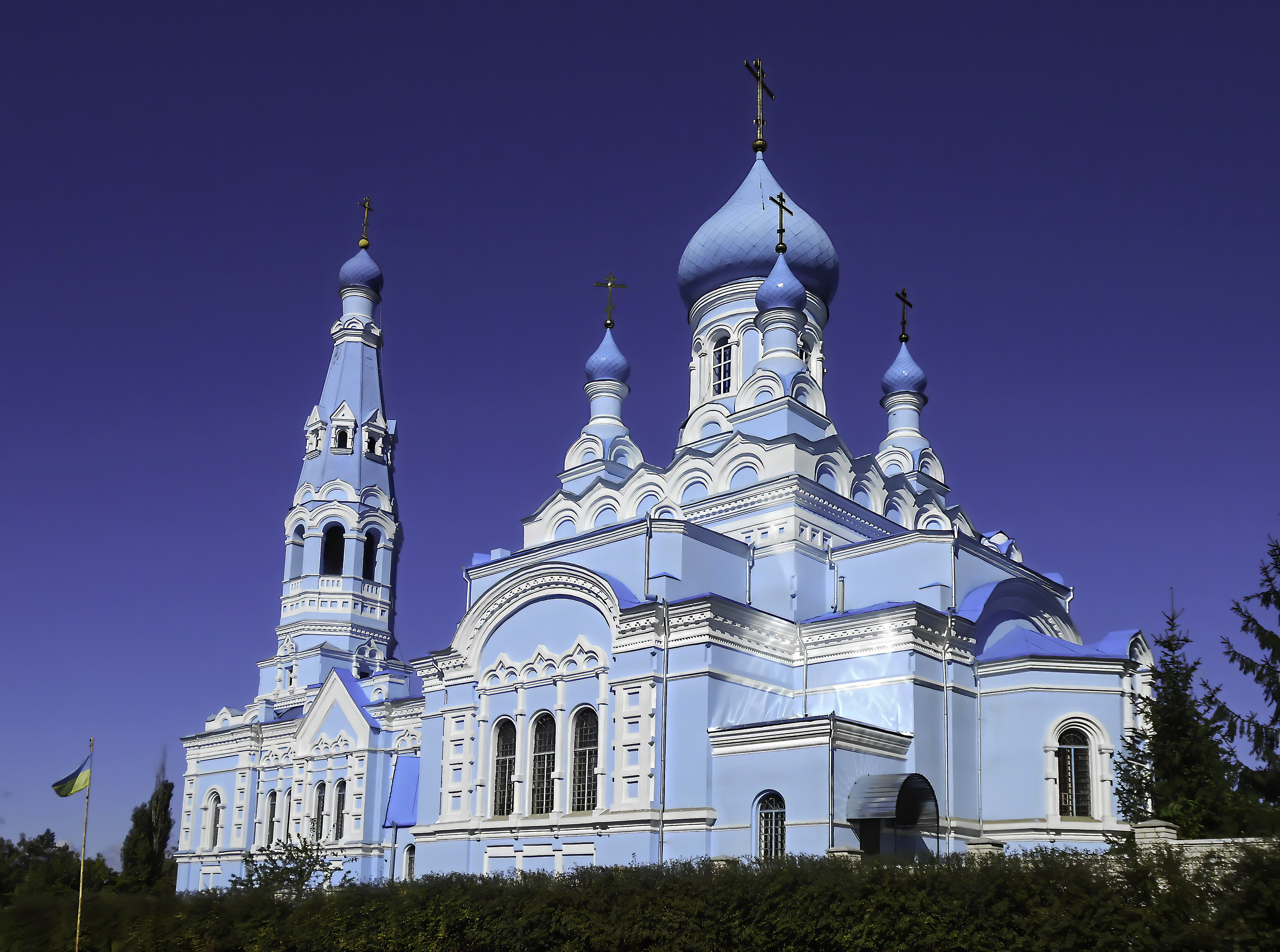
Свято-Успенский кафедральный собор УПЦ МП (сентябрь 2018)
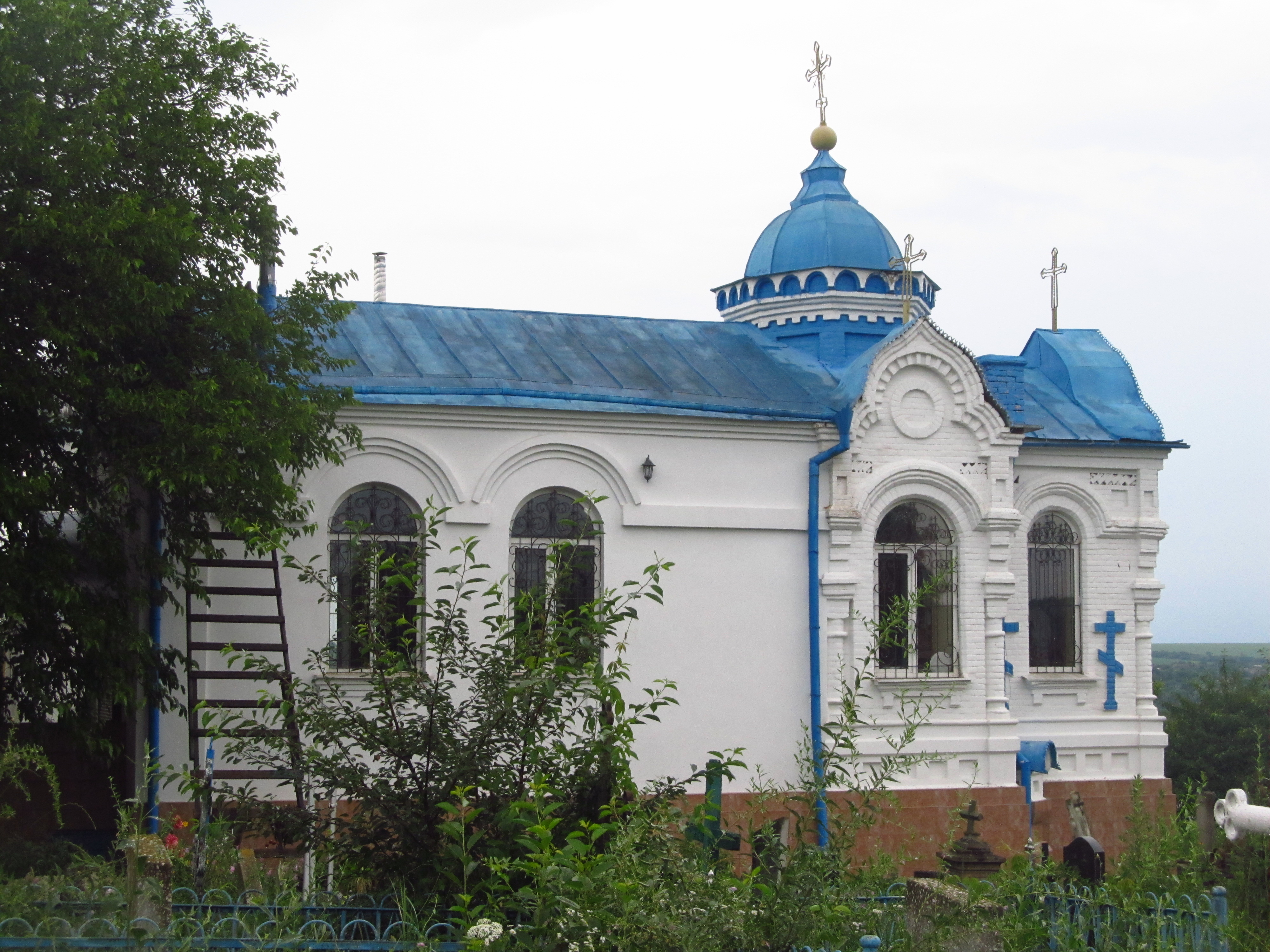
Свято-Николаевская церковь на городском кладбище (июнь 2016)
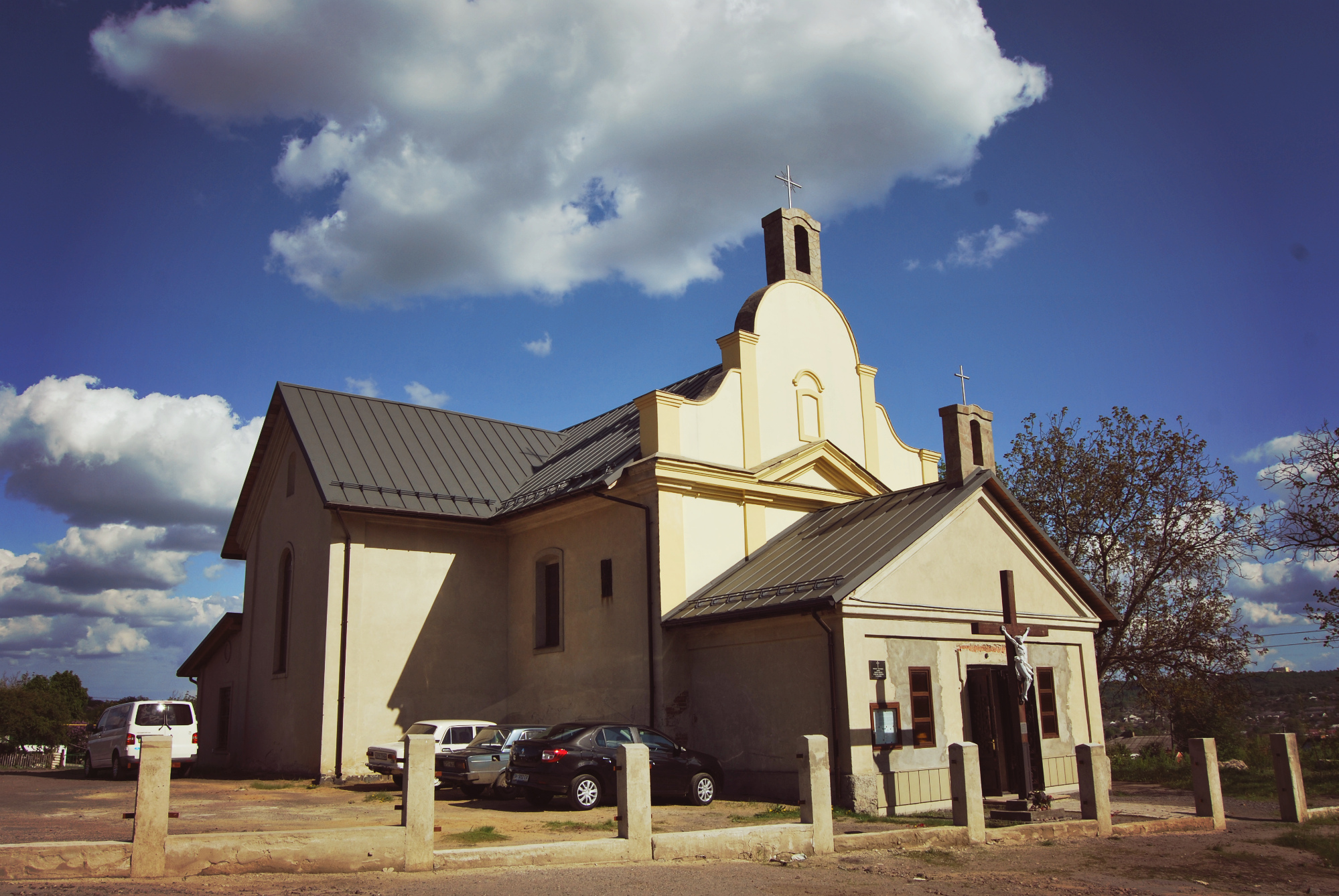
Костёл св. Станислава (апрель 2015)
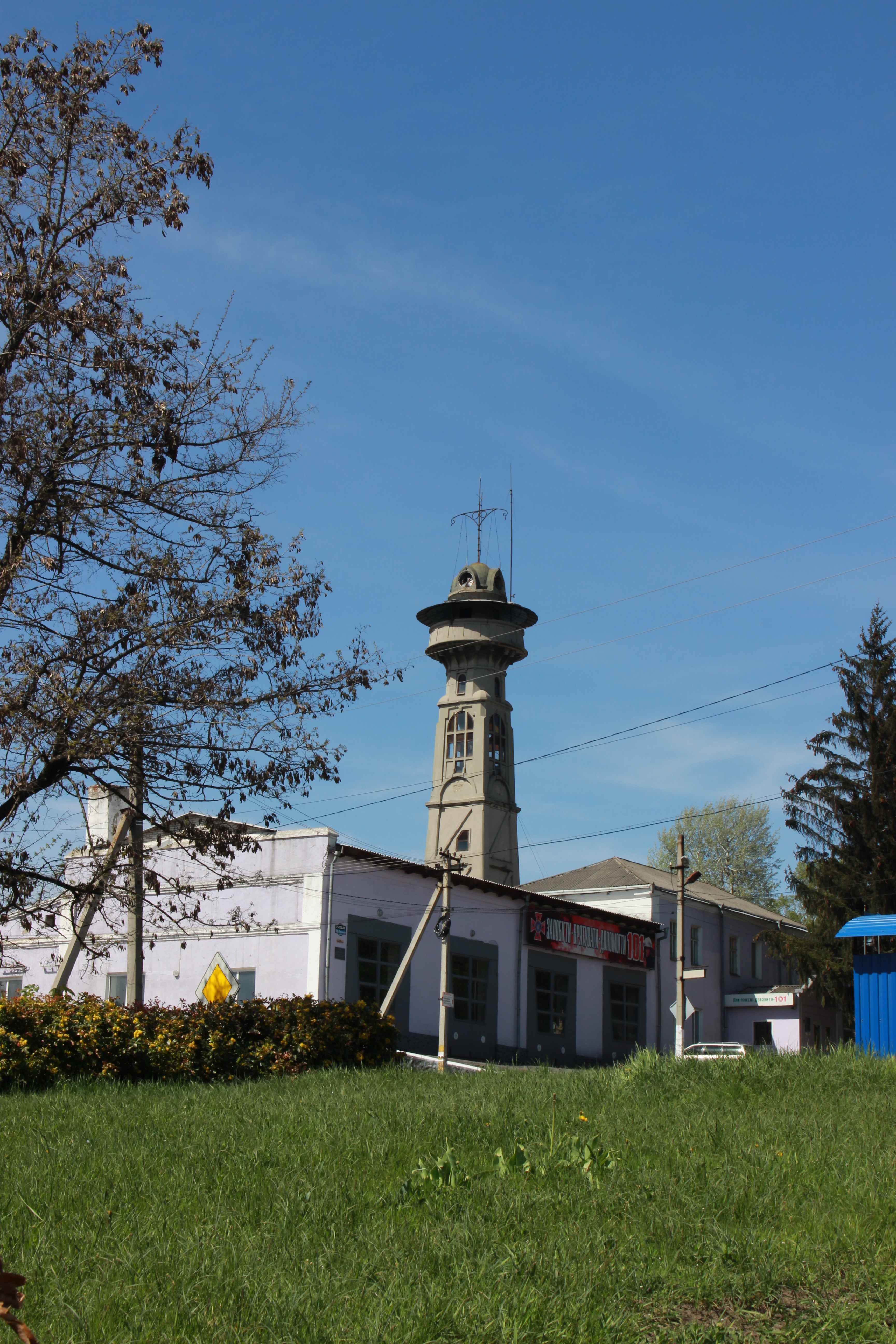
Пожарная каланча (апрель 2017)